# Вуянко Марія Василівна
Марі́я Васи́лівна Вуя́нко (5 липня 1958,Остриня) — українська краєзнавиця; живе і працює в місті Івано-Франківську.

## Життєпис
Народилась 5 липня 1958 р. в Острині. 1979 р. заверила навчання в ПНУ ім.Стефаниа.
Працює завідувачкою відділу археології Івано-Франківського краєзнавчого музею.
Член «Союзу Українок», ВУТ «Просвіта» ім. Т. Шевченка, Українського товариства охорони пам'яток історії та культури, Національної спілки краєзнавців України.
Входить до складу редакційної колегії «Наукових записок» Інституту народознавства НАН України та Івано-Франківського краєзнавчого музею, очолює археологічну секцію Українського товариства охорони пам'яток історії та культури.
Авторка монографії «Давні українські храми Івано-Франківська XVII—XVIII ст.» та багатьох статей на краєзнавчу тематику.
Марія Вуянко — лавреатка обласних премій імені Івана Вагилевича та краєзнавчої імені Володимира Полєка (2019).

## Родина
Єдиний син Марії Вуянко — історик, музейний працівник і військовий розвідник Марко Вуянко (1991—2024) загинув весною 2024 р. на російсько-українській війні.

## Нагороди
- Медаль «За заслуги перед містом Івано-Франківськ»
- Грамота Міністерства освіти і науки України за вагомий внесок у розвиток краєзнавства.
- Диплом Почесного краєзнавця Івано-Франківська